# ژاکو فان دورمال
ژاکو وان دورمال (به فرانسوی: Jaco Van Dormael) تهیه‌کننده، فیلم‌بردار، فیلم‌نامه‌نویس، کارگردان و نمایشنامه‌نویس اهل بلژیک است.

## فیلم‌شناسی
| نام فیلم          | سال  | به عنوان | به عنوان | به عنوان  |
| نام فیلم          | سال  | کارگردان | نویسنده  | تهیه‌کننده |
| ----------------- | ---- | -------- | -------- | --------- |
| توتوی قهرمان      | ۱۹۹۱ | آری      | آری      |           |
| میان زمین و بهشت  | ۱۹۹۲ |          | Story    |           |
| روز هشتم          | ۱۹۹۶ | آری      | آری      |           |
| سمت تاریک         | ۲۰۰۷ |          |          | آری       |
| آقای نوبادی       | ۲۰۰۹ | آری      | آری      | آری       |
| نیکلاس در تعطیلات | ۲۰۱۴ |          | آری      |           |
| عهد کاملاً جدید    | ۲۰۱۵ | آری      | آری      | آری       |
| باواری            | ۲۰۲۱ | آری      |          |           |